# Vesuvius (How I Met Your Mother)
Vesuvius (o traducido como "Vesubio") es el decimonoveno episodio de la novena temporada de la serie de televisión de CBS How I Met Your Mother y el episodio número 203 en general. El episodio dejó entrever el final trágico del show y se volvió polémico entre los fanes de la serie, que protestaron contra la posibilidad de la muerte de La Madre; esto fue demostrado correcto en el final de la serie, «Last Forever».

## Reparto
| - Josh Radnor como Ted Mosby. - Jason Segel como Marshall Eriksen. - Cobie Smulders como Robin Scherbatsky. - Neil Patrick Harris como Barney Stinson. - Alyson Hannigan como Lily Aldrin. - Cristin Milioti como La Madre. - Bob Saget como Futuro Ted Mosby (voz, no acreditado) | - Tracey Ullman - Genevieve, la madre de Robin - Chris Kattan - «Jed Mosely» - Roger Bart - Curtis - Lucy Hale - Katie Scherbatsky - Jon Heder - «Narshall» |

## Trama
Ted y la mujer están cenando en el Farhampton Inn durante una tormenta de nieve en el año 2024. Ellos pasan el tiempo contando historias, pero llegan a comprender que ellos se dijeron el uno al otro cada historia que saben, finalmenteconsiderándose a sí mismos «una vieja pareja de casados». Curtis, el recepcionista, le recuerda a Ted de una historia sobre una lámpara rota en el día de la boda. Creyendo que esa era una historia que nunca le contó a la Madre, Ted relata con entusiasmo los acontecimientos.
Cerca del final de la mañana del día de la boda, Robin y su hermana Katie están jugando hockey y Robin golpea una lámpara con el disco, rompiéndolo en pedazos. Lily interviene y trata de mostrar un álbum especial de la vida amorosa de ella y Barney a Robin. El desinterés de Robin en el álbum lleva a Lily a creer que Robin no ha aceptado plenamente el hecho de que se va a casar, incluso tomando tiempo para ver The Wedding Bride Too en la TV. Lily comparte sus pensamientos con Marshall, quien se dirige a la sala a ver la película con Robin. Mientras ellos están disfrutando de la película, Lily se pone el vestido de boda que planeaba usar para tratar de asustar a Robin, pero Robin aun así no muestra ninguna reacción. En este punto, la Madre se da cuenta de que ya ha escuchado la historia, pero continúa escuchando.
Mientras tanto, Ted descubre a Barney entrando secretamente en una habitación y se entera de que el cuarto pertenece a «Susan Tupp», lo que lo lleva a creer que él está engañando a Robin. Ted entra para tratar de atraparlo en el acto, pero descubre que Barney en realidad alquiló la habitación como almacenamiento para todos sus trajes (Sue Tupp provenía de «Suit Up!», «Ponte traje!»). Barney está desesperado sobré que traje va a usar y no está de acuerdo con las opciones de Ted. Finalmente, Ted le dice que pruebe un traje especial de día de boda que Tim Gunn hizo para él, pero a Barney no le gusta, alegando que se ve y se siente mal. Ted le explica que esto es simplemente porque el traje es nuevo, pero una vez que comiencen las ceremonias, sentirá que le ajusta perfecto. Esto relaja a Barney y lo aprueba. Ellos se reúnen con el resto del grupo en la sala de Robin, donde se dan cuenta de que este será su último día juntos, ya que Ted se muda a Chicago al día siguiente. Ellos están tristes al principio, pero se les pasa algo. Los hombres van buscar comida mientras Robin sale por hielo y se encuentra con su madre, a quien ella abraza felizmente y finalmente se da cuenta de que ella está a punto de casarse.
Reflexionando sobre los eventos del día 11 años después, Ted admite a la Madre que algunos momentos como aquel en la sala de Robin, con el grupo todos juntos posiblemente por última vez, fueron tan intensos que quedaron cosas por decir, pero que fue para mejor para disfrutar esos momentos mientras (todavía) los tenían. La Madre expresa su preocupación por Ted viviendo en sus historias del pasado, y en cambio le pide a vivir la vida en el futuro. Observando la aparición repentina de la madre de Robin, ella pregunta «¿Qué madre se va a perder la boda de su hija?», lo que trae lágrimas a los ojos de Ted. Ella rápidamente cambia de tema a otra historia.

## Blog de Barney
Barney muestra trajes que puede (o no) vender.

## Música
- «If You See Her, Say Hello» - Bob Dylan